# Amalia Villa de la Tapia
Amalia Villa de la Tapia (Potosí, 22 de junio de 1893 - Cochabamba, 4 de marzo de 1994) fue la primera piloto aviadora boliviana. El 15 de marzo de 1922 se convirtió en la primera mujer boliviana en obtener su licencia de piloto y una de las aviadoras pioneras en Sudamérica junto a la argentina Amalia Figueredo quien pilotó un avión en 1914. Fundó un Club de Planeadores en Buenos Aires, el Club de Aeromodelismo Rafael Pabón y la Escuela Militar de Aviación. Atendiendo a su petición el presidente Bautista Saavedra fundó la Escuela Militar de Aviación el 7 de septiembre de 1923, fecha en que la Fuerza Aérea Boliviana celebra como día de su creación, Villa sería integrada muy posteriormente, en 1958, con el grado de teniente coronel y posteriormente ascendida a Coronela en 1989, durante el gobierno de Lidia Gueiler.

## Biografía
Amalia Villa nació en Potosí, Bolivia, en el año 1893 hija de Eduardo Villa Díaz y Ernestina de la Tapia, la segunda de cinco hermanos. Después de terminar la escuela secundaria se mudó a Tacna, Perú, y luego a Lima. Allí estudió y se graduó como profesora de escuela primaria en 1916. En 1921 comenzó las lecciones de vuelo en la Escuela de Aviación Civil de Bellavista sosteniendo los estudios con sus propios recursos, según la investigadora Severa Villalba de Sanabria. El 15 de marzo de 1922, de la Tapia calificó para su licencia de pilotos en una prueba llevada a cabo en la escuela en un avión Curtis JN-4 Jenny. Sobre esta prueba, la autora Gaby Vallejo escribe en su obra que Villa habría pensado: 
¿Fue mi destino o mi decisión? No tenía miedo ni al motor ni a la altura  ni a la muerte. Ya había practicado demostraciones y acrobacias aéreas; pero una poderosa emoción me tomaba entera.
Debido a las limitaciones de los medios de información en la época se la consideró la primera aviadora sudamericana. Sin embargo ahora se sabe que fue la argentina Amalia Figueredo.

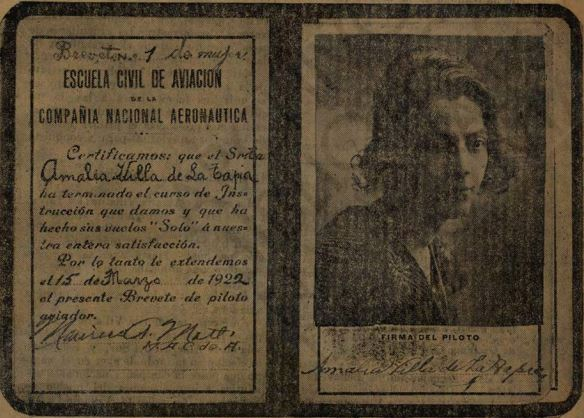
Credencial otorgado a Villa en 1922 y publicado en la revista Feminiflor.

Recibió  las felicitaciones del presidente Bautista Saavedra por sus logros. El 10 de enero de 1922 el congreso boliviano emitió una ley nacional por la que se destinaba un monto de tres mil bolivianos para cubrir los gastos de estudios de Villa en el Perú.

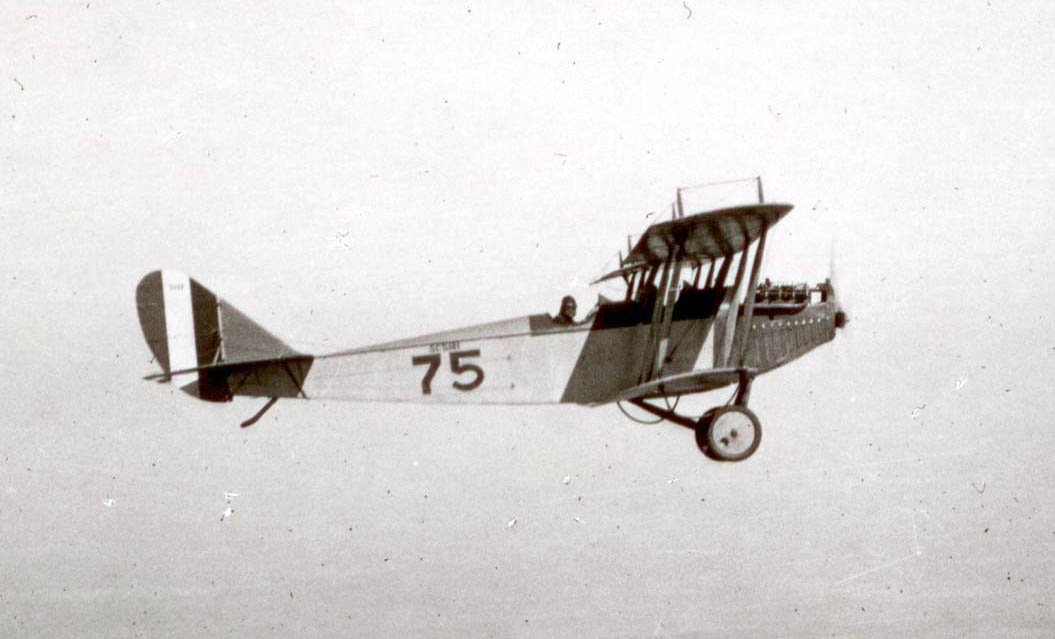
Un avión Curtiss JN4 Jenny como el que habría utilizado Villa en su examen en Bellavista

Poco después, Villa regresó a Bolivia y en 1923 por su sugerencia, el 7 de septiembre el presidente creó, mediante Decreto Supremo, la Escuela de Aviación Civil. Alrededor del año 1924, de la Tapia viajó a Europa y en Francia y obtuvo su segunda licencia como aviadora en la Escuela de Aviación Caudron de Crotoy, cerca de París, en el pueblo de Le Crotoy en 1927. Ofreció sus habilidades para volar en la Guerra del Chaco y así defender a su país, pero la participación de mujeres no estaba permitida en las fuerzas armadas, de todas maneras se le mencionó que de ser necesario sus servicios, sería convocada, cosa que no sucedió. En 1958, cuando Villa fue incorporada oficialmente a la Fuerza Aérea Boliviana a sus 65 años, se le dio el rango de capitán y más tarde teniente coronel. En 1980 a la edad de 87 años, durante el gobierno de Lidia Gueiler, fue ascendida a Coronela.
En su calidad de conocedora de las aeronaves de época sostenía que el avión de Rafael Pabón, héroe boliviano de la Guerra del Chaco posiblemente no había sido derribado, sino que pudo haber caído por razones nunca esclarecidas ante la ausencia de una investigación exhaustiva.
Amalia hizo historia en Bolivia, obtuvo su brevet de aviadora en Lima  y posteriormente en Francia, en épocas que era increíble para una mujer hacerlo. A inicios del siglo XX, cuando la aviación era un área que empezaba a desarrollarse en su país a través del envío de alumnos a escuelas de aviación en el exterior. Su aporte fue importante como parte de la Historia de la Fuerza Aérea Boliviana y como promotora de la sistematización y conservación de esta historia.
Falleció a los 100 años en la ciudad de Cochabamba, el 4 de marzo de 1994, sus restos descansan en el Cementerio General de Cochabamba.

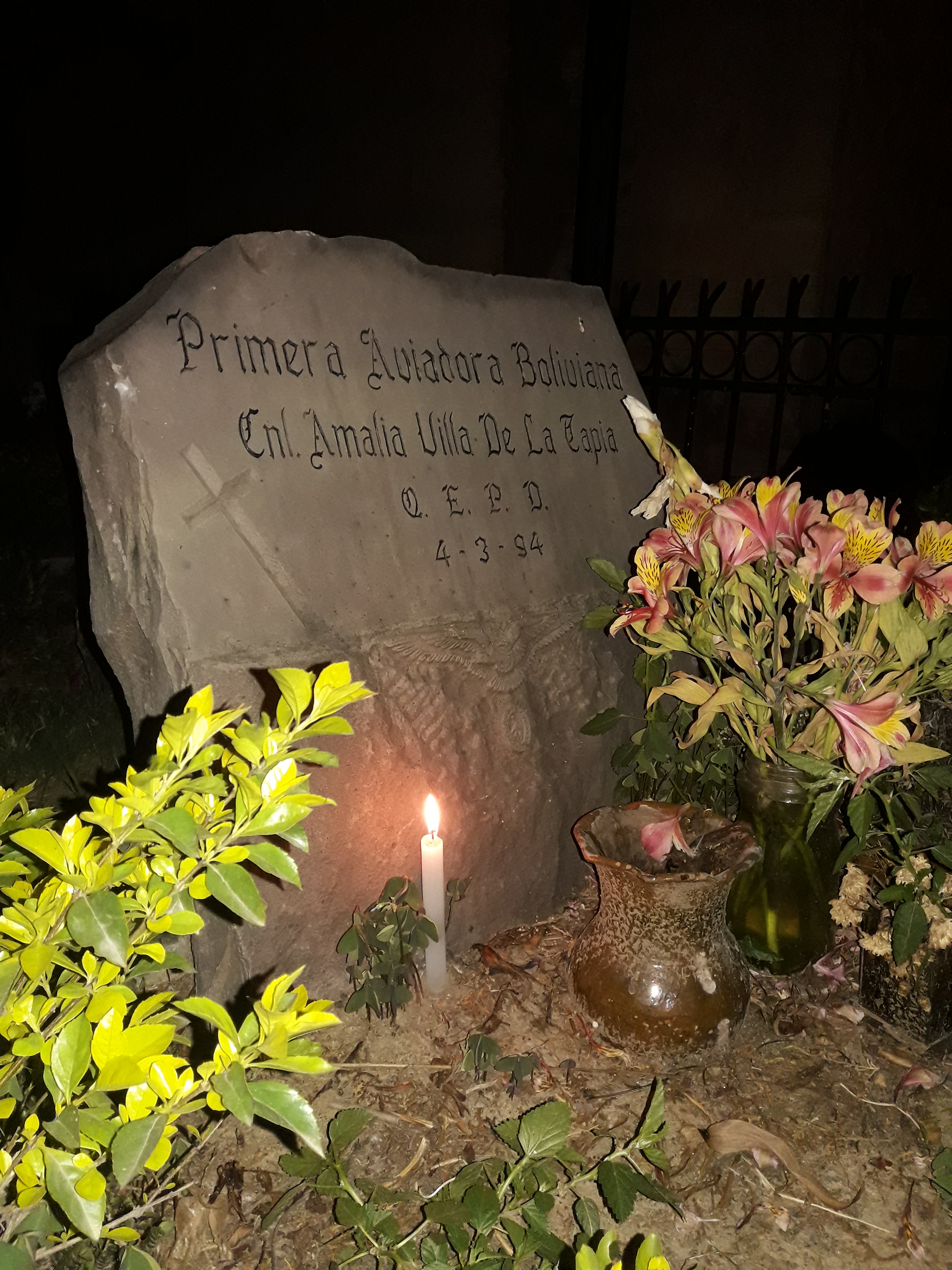
Lápida de Villa en el Cementerio de Cochabamba

## Obra
Durante el tiempo que vivió en Argentina Villa conoció a Alfonsina Storni, de quien tenía libros autografiados, posiblemente este encuentro influenció en ella y despertó el deseo de escribir. Villa de manera sistemática había coleccionado artículos e información relacionada con la Historia de la Aviación en Bolivia, este trabajo fue la base del Acervo Histórico de la Fuerza Aérea, repositorio que inicialmente se hallaba en su domicilio particular y que actualmente forma parte importante del Museo Aeroespacial de Bolivia.
Su trabajo historiográfico y de investigación fue transformado en uno de los libros referenciales de la Historia de la Aviación en Bolivia.
Entre su producción se encuentran obras de historia y narrativa, entre las más destacadas:
- Alas de Bolivia, historia de la aviación boliviana, 3 tomos.
- Los primeros astronautas, una fábula infantil.

## Homenajes

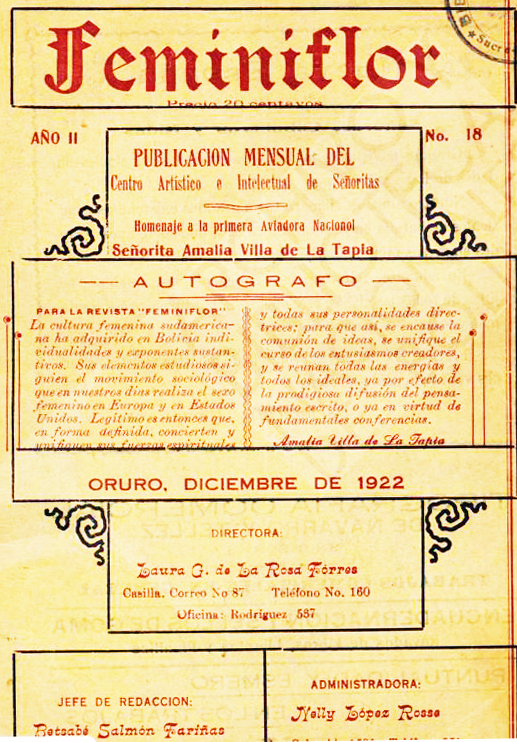
Revista Feminiflor, número 18, dedicado a Amalia Villa.

La labor de Villa en Bolivia no tuvo en vida ni tras su desaparición la difusión y atención que merecía, por el contrario la aviadora tuvo muchos obstáculos para obtener reconocimientos oficiales en su país, fue apoyada por la publicación de periodismo orureña Feminiflor, que realzaba su labor y sus capacidades.
En Perú  fue muy conocida, tras enterarse de que era la primera mujer en obtener el brevete de aviadora, se supuso que era arequipeña, tras enterarse de que era boliviana se le ofreció la ciudadanía peruana, un premio monetario y una condecoración tras que se nacionalizase, ofertas que Villa rechazó.
Actualmente el Grupo Aéreo de Aviación 65, de la Fuerza Aérea Boliviana, con asiento en Uyuni y una avenida del departamento de Cochabamba llevan su nombre.